# Münsterländchen

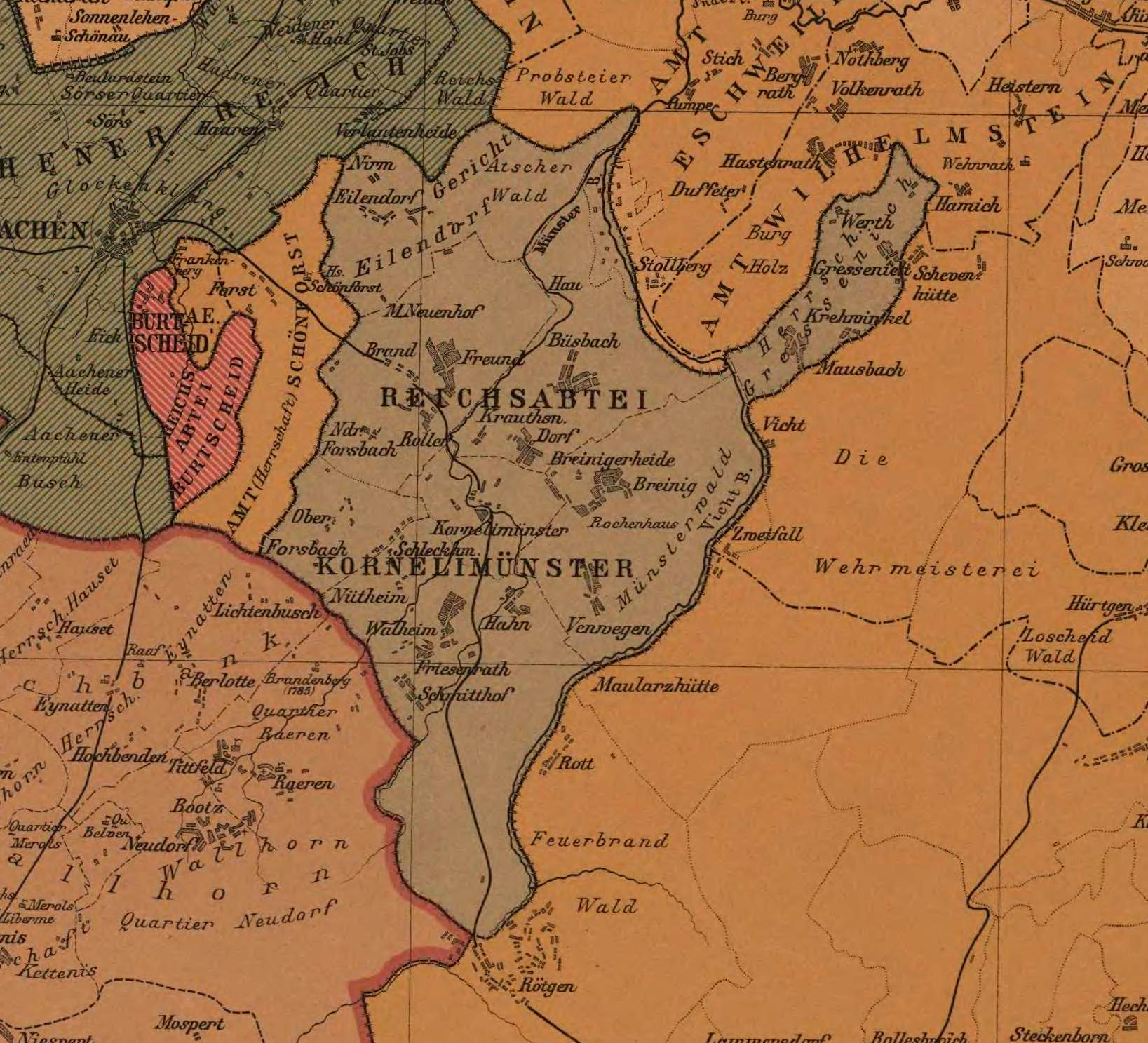

Das Münsterländchen ist eine Landschaft im Grenzbereich der Städte Aachen und Stolberg in der nordrhein-westfälischen Städteregion Aachen. Es umfasst das ehemalige Territorium der Reichsabtei Kornelimünster, die 1802 unter Napoleon aufgelöst wurde.

## Geographie

### Lage
Das Münsterländchen wird im Westen in etwa von der heutigen Staatsgrenze und im Osten vom Münsterwald und dem Vichtbach begrenzt. Es befindet sich auf etwa 200 bis 280 m ü. NHN. Durchzogen wird es in Nord-Süd-Richtung von der Inde, die in Stolberg ab der Einmündung der Vicht bachaufwärts auch „Münsterbach“ genannt wurde, als der Bachverlauf noch Teil des Territoriums Kornelimünster war und heute bei den Einwohnern noch so bezeichnet wird. Darüber hinaus erinnern beispielsweise auch die Namen Münsterbachtal, Münsterbachstraße und das Naturschutzgebiet Münsterbusch zwischen Hamm und Haumühle an die damalige Herrschaft. Durchzogen wird das Gebiet zudem in Nord-Süd-Richtung von der Bundesstraße 258. Der Südteil gehört zum deutsch-belgischen Naturpark Hohes Venn-Eifel.

### Ortschaften
Ortschaften im Münsterländchen sind
| - Atsch - Brand - Breinig - Breinigerberg - Büsbach - Dorff - Eilendorf - Freund | - Friesenrath - Gressenich - Hahn - Kornelimünster - Krauthausen - Lichtenbusch - Münsterbusch | - Mausbach - Niederforstbach - Nütheim - Oberforstbach - Schleckheim - Schmithof - Sief - Venwegen - Walheim |

## Geschichte
Das Münsterländchen gehörte seit dem Jahr 817 als sogenanntes Krongut zur Reichsabtei Kornelimünster, die ihm und dem Münsterwald den Namen gab. 881 überfielen Normannen das Münsterländchen nebst Abtei. 
Anfang der 1970er Jahre plädierten die Ortschaften – allen voran Kornelimünster und Walheim – ohne Erfolg für eine eigenständige Gemeinde zusammen mit Roetgen im neuen Kreis Aachen mit Namen Münsterland oder Münsterländchen.